# کولون سیگموئید
کولون سیگموئید (به انگلیسی: Sigmoid colon) یا خََم‌روده بخش انتهایی پس‌روده (کولون) پایین‌رو است. کولون سیگموئید به شکل شترگلو است و به راست‌روده (رِکتوم) منتهی می‌شود.

## نگارخانه

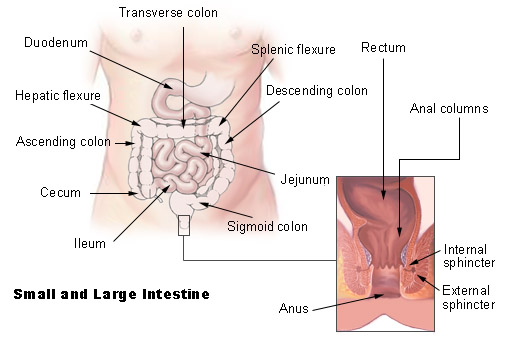
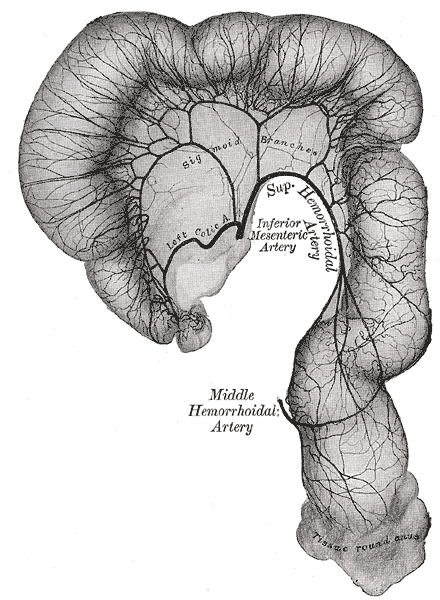
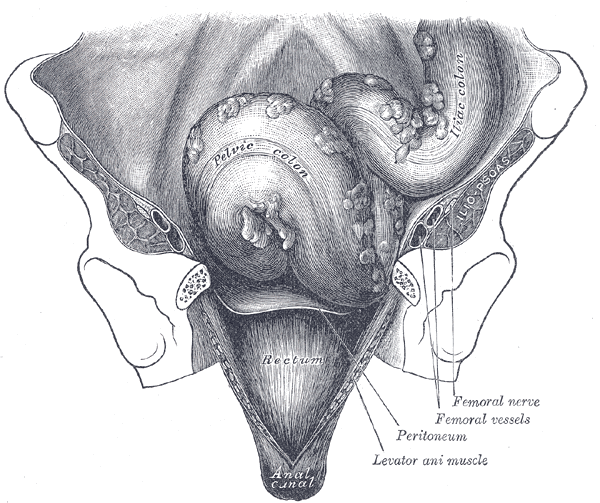
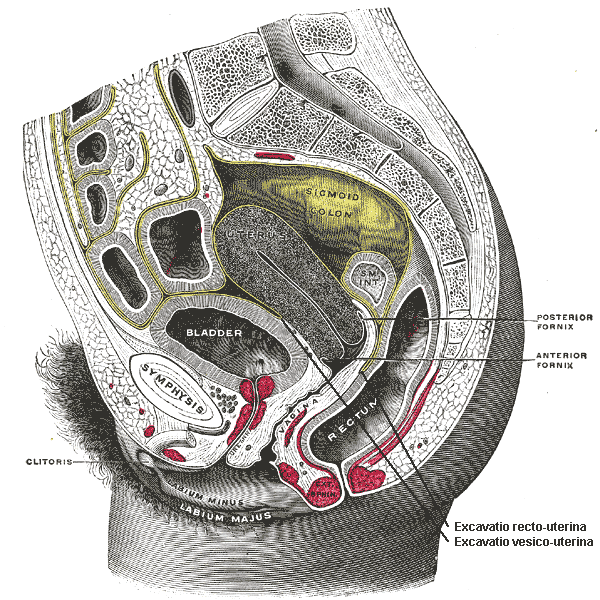